# Mercedes-Benz EQC
Mercedes-Benz EQC (N293) — электромобиль-кроссовер производства Daimler AG на шасси Mercedes-Benz GLC, находящийся в производстве с 2019 года.

## История
Концепт-кар модели Mercedes-Benz EQC был представлен в 2016 году в Париже. Первый экземпляр был представлен в Швеции 4 сентября 2018 года.

## Дизайн
Дизайн модели Mercedes-Benz EQC тот же, что и у Mercedes-Benz GLC.
Модель приводится в движение 2 электродвигателями общей мощностью 402 л. с., которые установлены на передней и задней осях автомобиля. Развивает скорость до 180 км/ч.
Аккумулятор мощностью 80 кВт*ч содержит 384 литий-ионных элемента. От зарядного устройства заряжается за 40 минут с 10 до 80 процентов.
По итогам краш-теста автомобиль получил 5 звёзд.

## Галерея
| - EQC400 Sport 4MATIC - Вид сзади - EQC400 Sport 4MATIC в Париже - Место водителя |

## Модификации
| Модель        | Годы производства | Мощность  | Крутящий момент | Разгон до 100 км/ч | Максимальная скорость | Запас хода (WLTP) | Запас хода (EPA) |
| ------------- | ----------------- | --------- | --------------- | ------------------ | --------------------- | ----------------- | ---------------- |
| EQC400 4MATIC | С 2019            | 402 л. с. | 760 Н*м         | 5,1 сек.           | 180 км/ч              | 417 км            | 354 км           |